# İğde (Elbistan)
İğde est un belde d'Elbistan dans la province de Kahramanmaraş.
İğde se situe entre Elbistan (à 16 km de celle-ci) et Ekinözü. Le climat qui y domine est le climat continental. Le belde comporte une école primaire ainsi qu'un lycée.

## Quartiers
- Merkez
- Cami
- Tekke

## Démographie[1]
| Année | Population totale | Population masculine | Population féminine |
| ----- | ----------------- | -------------------- | ------------------- |
| 2012  | 2233              | 1076                 | 1157                |
| 2011  | 2348              | 1136                 | 1212                |
| 2010  | 2413              | 1168                 | 1245                |
| 2009  | 2509              | 1203                 | 1306                |
| 2008  | 2618              |                      |                     |
| 2007  | 2522              |                      |                     |
| 2000  | 2923              |                      |                     |
| 1990  | 2568              |                      |                     |
| 1960  | 1618              |                      |                     |